# Barrera de hielo Bach
La plataforma de hielo Bach es una plataforma de hielo que tiene forma irregular, con una extensión de 4487 km² en 2008/9, ocupando una bahía en la parte sur de la isla Alejandro I entre la Punta Berlioz y la Punta Rossini. La plataforma de hielo está unida a la cara sur de la península Beethoven, junto con algunas penínsulas de menor extensión y pequeñas entradas (ensenada Weber, ensenada  Boccherini, etc.) La plataforma de hielo Bach también está unida al lado norte de la península Monteverdi. Una parte más pequeña de la plataforma fue inscrita en esta posición por primera vez en las listas del Servicio Antártico de EE. UU., que exploró la parte sur de la Isla Alejandro I por aire y desde el suelo en 1940. La plataforma de hielo fue delimitada por Derek J.H. Searle de la British Antarctic Survey en 1960, a partir de fotos aéreas obtenidas por la Ronne Antarctic Research Expedition en 1947–48. Fue nombrada por el Comité de Topónimos Antárticos del Reino Unido en honor al compositor alemán Johann Sebastian Bach.
En una revisión de 2009, la plataforma de hielo Bach fue catalogada como una de las 5 plataformas de hielo de la península Antártica que no estaban en retroceso. Sin embargo, con el retroceso de la plataforma de hielo Wilkins señalando la posibilidad de un retroceso hacia el sur del límite de viabilidad, la plataforma de hielo Bach puede ser la siguiente en estar amenazada.